# Otto Sigvaldi
 Der er for få eller ingen kildehenvisninger i denne artikel, hvilket er et problem. Du kan hjælpe ved at angive troværdige kilder til de påstande, som fremføres i artiklen.

Otto Sigvaldi Petersen (født 17. april 1943 i Vangede, død september 2015) var en dansk digter, forlægger og oversætter, som i starten af 1970'erne gjorde sig særlig bemærket ved at sælge sine værker fra en barnevogn på Strøget i København. Hans påklædning var nærmest en papegøjeefterligning, dette og hans store højde gjorde ham meget iøjnefaldende.
I 1967 oversatte han Koen har fire hjørner, en samling af skolebørns ufrivilligt morsomme fortalelser samlet af Jean Charles, originaltitel: La foire aux cancres. Le rire en herbe. Denne oversættelse blev illustreret af Flemming Quist Møller. En anden af hans kendte udgivelser er: Hindbærbrus og kragetæer fra 1968-73, som var skrevet og fortalt af børn.
Han modtog PH-prisen i 1971.
Han medvirkede på Burnin Red Ivanhoes album 6 Elefantskovcikadeviser fra 1971, hvor han læste to ganske korte digte op, dels en introduktion, dels digtet om Kometen.
Otto Sigvaldi oversatte i 1999 den populære "biografi-roman-fortælling" Tirsdage med Morrie af amerikaneren Mitch Albom (Tuesdays with Morrie). Den danske udgave udkom på Borgens Forlag.
Otto Sigvaldi var i årene 1968 til 1973 gift med billedkunstneren Kirsten Dehlholm, med hvem han fik en søn i 1971. Den ovennævnte påklædning, som Sigvaldi benyttede, når han solgte bøger på Strøget, er designet af Kirsten Dehlholm.